# Gran La Plata
El Gran La Plata es un aglomerado urbano formado alrededor de la ciudad de La Plata, capital de la provincia de Buenos Aires, Argentina. Está compuesto por gran parte de la población urbana del Partido de La Plata, y por la población urbana de los partidos de Ensenada y Berisso.
Poseía una población de 694.253 habitantes según el censo 2001 en una superficie de 228 km², ubicándose como el sexto más poblado de la Argentina. En el censo de 2010 se contabilizaron 787 294 habitantes en su zona urbana. Su cercanía con el Gran Buenos Aires y la creciente suburbanización de ambos aglomerados contribuyen a la fusión de los mismos en prácticamente una única aglomeración urbana y región llamada Área Metropolitana de Buenos Aires (AMBA), aunque la identidad de ambas regiones tiene diferentes centros de gravedad. Es por este motivo, y por ser capital provincial, que La Plata y sus alrededores no son considerados ni como parte del interior de la Provincia de Buenos Aires ni como parte del llamado "conurbano", pero sí como parte de la llamada área metropolitana de Buenos Aires.
En el censo de 2022 dejó de ser considerado un aglomerado aparte del Gran Buenos Aires, quedando dentro de él.

## Geografía

Partidos del Gran Buenos Aires (azul), el Gran La Plata (fucsia), y el Tercer Cordón del Gran Buenos Aires (lila).

El conglomerado se encuentra al nordeste de la provincia de Buenos Aires, y muy cerca del límite sudeste del aglomerado Gran Buenos Aires. Mientras que Ensenada y Berisso ocupan franjas costeras sobre el Río de la Plata, el partido de La Plata se extiende al sur de ellos. Dentro del partido de La Plata, la población urbana ocupa el centro del partido, quedando todavía numerosos lotes rurales en sus alrededores.

## Historia
Su formación es un tanto peculiar, ya que tanto Ensenada como Berisso son localidades existentes con anterioridad a la creación de la ciudad de La Plata. En mayo de 1882 el gobierno de Dardo Rocha declaró a la ciudad de Ensenada capital provisoria de la provincia, hasta la fundación de La Plata en noviembre del mismo año. La Plata fue creada en las lomas de la Ensenada, terreno alto cedido por Ensenada para la construcción de esta nueva ciudad, la cual creció de manera exponencial en muy poco tiempo.

## Relación con el Gran Buenos Aires
En 2001 el INDEC reconoció un sector de la población del partido de La Plata (el barrio Ruta Sol, en la localidad El Peligro) como parte del Gran Buenos Aires, y en 2010 no hizo cambios al respecto. Junto con el Gran Buenos Aires y otras localidades de la provincia forman la área metropolitana de Buenos Aires (AMBA). Sin embargo, numerosas personas viven en un aglomerado y trabajan en el otro, por lo que en algún sentido puede considerarse al mismo como parte de una metrópolis.

## Población
Según los resultados del censo 2001 contaba con 694.253 habitantes. Por su población el Gran La Plata constituye el 6.º aglomerado urbano del país, tras haber sido superado en la década de 1990 por el Gran San Miguel de Tucumán, y el segundo aglomerado de la Provincia de Buenos Aires, detrás de la parte bonaerense del Gran Buenos Aires (excluyendo a la política y jurisdiccionalmente separada Ciudad Autónoma de Buenos Aires, que es el centro de gravedad del Gran Buenos Aires).
Diez años antes su población era de 642 802 habitantes, por lo que el crecimiento intercensal fue del orden del 8 %, bajo para el orden nacional pero normal dentro de su provincia.
Para mitad de 2009 se estimaba una población 738 000 habitantes, siguiendo el ritmo de crecimiento de los censos 1991 y 2001.
| Partido de La Plata      |          | 654.324 | 563.943 | 521.936 | 459.054 | 391.247 | 337.060 |
| Casco Urbano             | La Plata | s/d     | 182.055 | s/d     | s/d     | s/d     | s/d     |
| Villa Elvira             | La Plata | s/d     | 62.480  | s/d     | s/d     | s/d     | s/d     |
| Los Hornos               | La Plata | s/d     | 51.265  | s/d     | s/d     | s/d     | s/d     |
| Tolosa                   | La Plata | s/d     | 44.977  | s/d     | s/d     | s/d     | s/d     |
| City Bell                | La Plata | s/d     | 26.612  | s/d     | s/d     | s/d     | s/d     |
| Villa Elisa              | La Plata | s/d     | 22.229  | s/d     | s/d     | s/d     | s/d     |
| Manuel B. Gonnet         | La Plata | s/d     | 21.416  | s/d     | s/d     | s/d     | s/d     |
| José Melchor Romero      | La Plata | s/d     | 20.730  | s/d     | s/d     | s/d     | s/d     |
| Ringuelet                | La Plata | s/d     | 15.312  | s/d     | s/d     | s/d     | s/d     |
| Lisandro Olmos           | La Plata | s/d     | 15.059  | s/d     | s/d     | s/d     | s/d     |
| Villa Montoro            | La Plata | s/d     | 13.835  | s/d     | s/d     | s/d     | s/d     |
| El Retiro                | La Plata | s/d     | 12.649  | s/d     | s/d     | s/d     | s/d     |
| Barrio Las Malvinas      | La Plata | s/d     | 11.414  | s/d     | s/d     | s/d     | s/d     |
| Barrio Las Quintas       | La Plata | s/d     | 8.003   | s/d     | s/d     | s/d     | s/d     |
| Barrio Gambier           | La Plata | s/d     | 7.477   | s/d     | s/d     | s/d     | s/d     |
| La Cumbre                | La Plata | s/d     | 7.313   | s/d     | s/d     | s/d     | s/d     |
| Joaquín Gorina           | La Plata | s/d     | 6.857   | s/d     | s/d     | s/d     | s/d     |
| Rufino de Elizalde       | La Plata | s/d     | 6.428   | s/d     | s/d     | s/d     | s/d     |
| Barrio El Carmen (oeste) | La Plata | s/d     | 5.906   | s/d     | s/d     | s/d     | s/d     |
| José Hernández           | La Plata | s/d     | 5.333   | s/d     | s/d     | s/d     | s/d     |
| Abasto                   | La Plata | s/d     | 4.577   | s/d     | s/d     | s/d     | s/d     |
| Arturo Seguí             | La Plata | s/d     | 3.894   | s/d     | s/d     | s/d     | s/d     |
| Transradio               | La Plata | s/d     | 3.713   | s/d     | s/d     | s/d     | s/d     |
| Ángel Etcheverry         | La Plata | s/d     | 2.671   | s/d     | s/d     | s/d     | s/d     |
| Villa Parque Sicardi     | La Plata | s/d     | 1.228   | s/d     | s/d     | s/d     | s/d     |
| Arana                    | La Plata | s/d     | 268     | [ 9 ]   | [ 9 ]   | [ 9 ]   | [ 9 ]   |
| Villa Garibaldi          | La Plata | s/d     | 242     | [ 9 ]   | [ 9 ]   | [ 9 ]   | [ 9 ]   |
| Partido de Berisso       |          | 88.470  | 78.988  | 73.033  | 64.386  | 55.833  | 40.983  |
| Villa Porteña            | Berisso  | s/d     | 14.343  | s/d     | s/d     | s/d     | s/d     |
| Berisso                  | Berisso  | s/d     | 14.201  | s/d     | s/d     | s/d     | s/d     |
| Villa Progreso           | Berisso  | s/d     | 7.870   | s/d     | s/d     | s/d     | s/d     |
| Villa San Carlos         | Berisso  | s/d     | 7.089   | s/d     | s/d     | s/d     | s/d     |
| Barrio El Carmen (este)  | Berisso  | s/d     | 6.894   | s/d     | s/d     | s/d     | s/d     |
| Villa Dolores            | Berisso  | s/d     | 6.535   | s/d     | s/d     | s/d     | s/d     |
| Villa Independencia      | Berisso  | s/d     | 6.472   | s/d     | s/d     | s/d     | s/d     |
| Villa Argüello           | Berisso  | s/d     | 5.662   | s/d     | s/d     | s/d     | s/d     |
| Villa Zula               | Berisso  | s/d     | 5.124   | s/d     | s/d     | s/d     | s/d     |
| Barrio Banco Provincia   | Berisso  | s/d     | 1.867   | s/d     | s/d     | s/d     | s/d     |
| Villa Nueva              | Berisso  | s/d     | 1.585   | s/d     | s/d     | s/d     | s/d     |
| Barrio Universitario     | Berisso  | s/d     | 1.032   | s/d     | s/d     | s/d     | s/d     |
| Los Talas                | Berisso  | s/d     | 494     | s/d     | s/d     | s/d     | s/d     |
| Partido de Ensenada      |          | 56.729  | 51.322  | 48.010  | 41.310  | 38.859  | 26.086  |
| Ensenada                 | Ensenada | s/d     | 31.031  | s/d     | s/d     | s/d     | s/d     |
| Punta Lara               | Ensenada | s/d     | 8.410   | s/d     | s/d     | s/d     | s/d     |
| Villa Catella            | Ensenada | s/d     | 5.959   | s/d     | s/d     | s/d     | s/d     |
| Dique N.º 1              | Ensenada | s/d     | 5.685   | s/d     | s/d     | s/d     | s/d     |
| Isla Santiago Oeste      | Ensenada | s/d     | 237     | s/d     | s/d     | s/d     | s/d     |
| Total (Gran La Plata)    |          | 799.523 | 694.253 | 642.979 | 564.750 | 485.939 | 404.129 |